# Mirco Bergamasco
Mirco Bergamasco (Padua, 23 de febrero de 1983) es un jugador italiano de rugby que se desempeña como centro o wing. Actualmente es el mayor realizador en activo de la Selección italiana, siendo el sexto máximo anotador de la historia.

## Carrera
Proviene de una familia de jugadores de rugby: su padre Arturo fue un flanker que jugó 4 partidos con la Selección Italiana en los años setenta, y su hermano Mauro, que también juega en la posición de flanker, es un internacional italiano y actualmente juega en el Stade français parisino.
Al igual que su hermano, creció en las categorías inferiores del Petrarca, a donde llegó con 7 años.
Debuta con el primer equipo en 2001 (contra el Viadana) como segundo centro, militando en el equipo de Padua durante dos temporadas.
A la vuelta del Mundial 2003 se traslada con su hermano Mauro a París, al Stade français, club con el que ha jugado hasta el final de la temporada 2009-2010 consiguiendo dos campeonatos, en 2004 y 2007.
La siguiente etapa comienza en la temporada 2010-2011 con su traspaso al eterno rival parisino, el Racing Métro 92.
El debut con la Selección tuvo lugar en el Seis Naciones 2002 contra Francia en París. Salió del banquillo en sustitución de Paolo Vaccari en el puesto de ala.
Desde entonces ha estado siempre convocado para todos los campeonatos, entre ellos los Mundiales de 2003 en Australia y 2007 en Francia.
Con 17 ensayos con la selección, es el mejor especialista en activo y el sexto en la historia empatado con Serafino Ghizzoni y Massimo Mascioletti.
Además es el tercer jugador en activo con mayor número de internacionalidades con 71, justo detrás de su hermano Mauro (84) y Marco Bortolami (82) Datos válidos hasta el fin del Seis Naciones 2010

## Palmarés
- Campeonatos franceses: 2
Stade français: 2003-2004; 2006-2007